# Abbazia di Prémontré
L'abbazia di Prémontré è un'antica abbazia premostratense, già casa madre dell'Ordine omonimo. Si trova nella località omonima, circa una ventina di chilometri ad ovest di Laon, nell'attuale dipartimento dell'Aisne, in Francia.

## Storia e descrizione

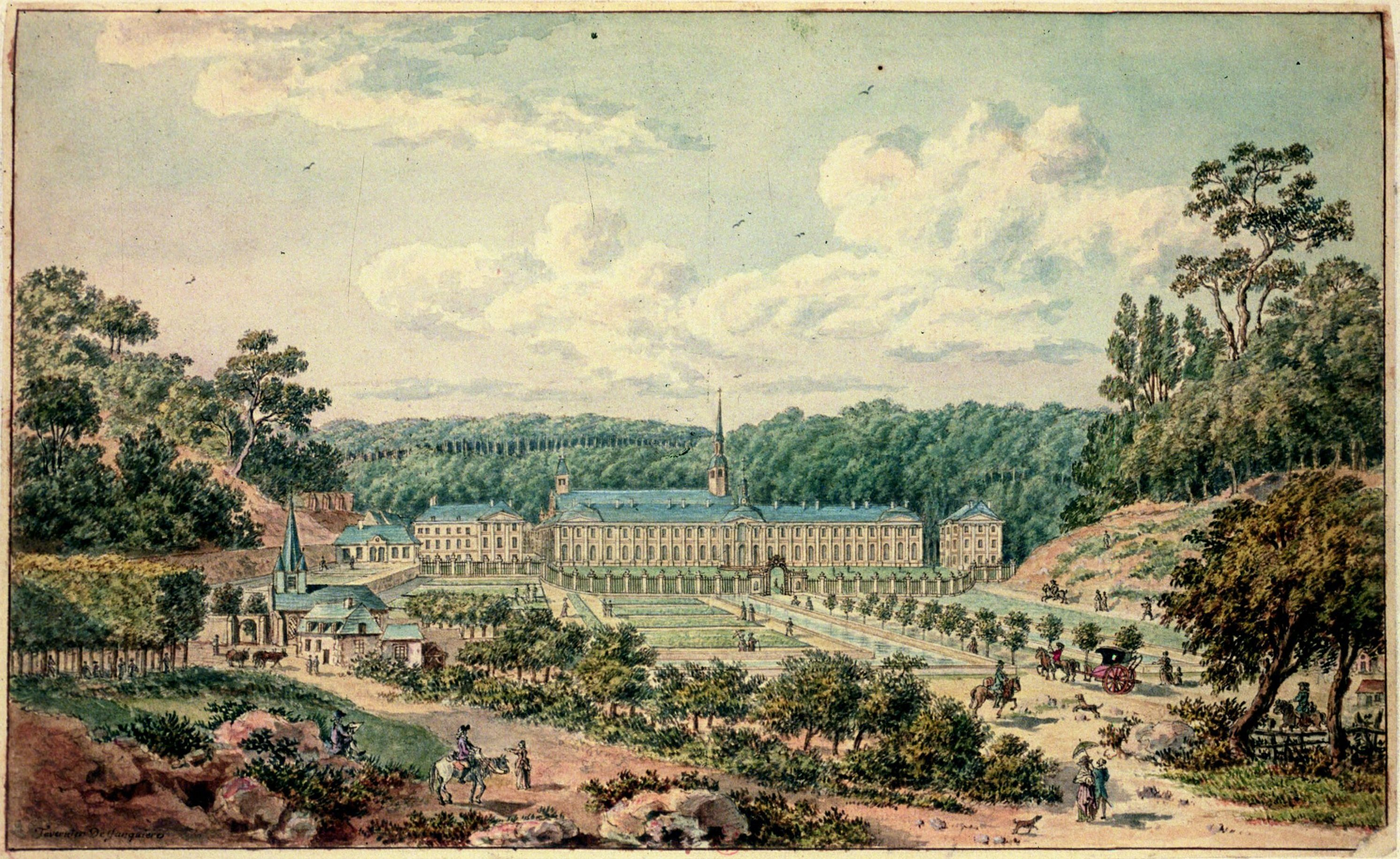
L'abbazia nel XVIII secolo

Venne fondata da san Norberto di Xanten nel 1120. La terra su cui sorse venne donata al santo dal vescovo di Laon Barthélemy di Jur (1080- 1158, vescovo dal 1113 al 1151) nella foresta di Voas affinché potesse fondare la sua comunità monastica, cosa che egli fece iniziando nel 1120; il 28 aprile 1222 i vescovi di Laon, Barthélemy di Jur, e di Soissons, Lisiard, ne consacravano la chiesa. La comunità prese il nome di "premonstratensi" o di "norbertini". Nell'atto di donazione il luogo è denominato Præmonstratus o pratum monstratum. Questo si riferisce forse anche ad una luce nella foresta ma potrebbe anche riferirsi all'espressione latina locus praemonstratus (cioè, luogo indicato da Dio), come compare da una Vita scritta nel 1127 da uno dei primi allievi di Norberto, Goffredo di Cappenberg: «Venit ad locum vere juxta nomen suum, a Domino premonstratum, electum e prædestinatum. »
Quest'abbazia divenne quindi l'abbazia madre del neo fondato Ordine dei canonici regolari premostratensi.
Acquistata dal dipartimento nel 1861, l'abbazia è ora un centro culturale e sede di un festival di drammaturgia contemporanea. È accessibile al pubblico.

## Elenco degli abati

### Abati dell'abbazia
- 1128-1161: beato Ugo I di Fosse, dimesso
- 1161-1171: Filippo I di Reims
- 1171-1171: Giovanni I di Brienne, deposto, prima e dopo abate di Beaulieu
- 1171-1174: Oddone, dimesso, già abate di Valsecret
- 1174-1189: Ugo II, dimesso, già abate di Cuissy
- 1189-1191: Roberto I, dimesso, prima e dopo abate di Valsecret
- 1191-1195: Gautier, prima e contemporaneamente abate di Riéval
- 1195-1201: Pietro I di Saint-Médard, dimesso, già abate di Saint-Just, poi di Cuissy
- 1201-1203: Baudouin, già abate di Chartreuve
- 1203-1204: Vermond, dimesso, in seguito abate di Saint-Paul di Verdun
- 1204-1206: Guglielmo I di Saint-Omer, deposto, già abate di Cuissy e di Vermand
- 1206-1209: Roberto II, dimesso, già abate d'Ardenne
- 1209-1220: Gervasio d'Angles, già abate di Saint-Just e di Thenailles, in seguito évêque di Séez
- 1220-1233: Conrad Suève, deposto, già prevosto di Weissenau e abate di Valsecret, in seguito abate di Cuissy
- 1233-1238: Guglielmo II d'Angles, dimesso, già abate di Dale
- 1238-1242: Ugo III d'Hirson
- 1242-1242: Nicola Hailgrin, già abate di Dommartin
- 1242-1247: Conon, già abate di Fontaine-André, Thenailles e Braine
- 1274-1269: Giovanni II di Rocquigny, già abate di Clairefontaine
- 1269-1278: Guerric, già abate di Saint-Marien d'Auxerre
- 1278-1281: Gilles van Biervliet, dimesso, già abate di Saint-Michel d'Anvers
- 1282-1287: Guido, già abate di Corneux
- 1287-1288: Roberto III
- 1288-1304: Guglielmo III di Louvignies, dimesso, già abate di Clairefontaine e di Cuissy
- 1304-1327: Adamo I di Crécy
- 1327-1333: Adamo II di Wassignies, già abate di Bucilly
- 1333-1339: Giovanni III di Châtillon
- 1339-1352: Giovanni IV Le Petit di Saint-Quentin, già abate di Valsery
- 1352-1367: Giovanni V di Roigny
- 1368-1368: Stéphane, eletto, deceduto prima di entrare in carica, già abate di Saint-Marien d'Auxerre e di Parc
- 1368-1381: Pietro II di Froidsaints, già abate di Joyenval
- 1381-1391: Giovanni VI di Marle, dimesso
- 1391-1409: Giovanni VII
- 1409-1423: Pietro III d'Hermi
- 1423-1436: Giovanni VIII di Marle
- 1436-1443: Giovanni IX di La Fère
- 1443-1449: Pietro IV Rodier, già abate di Doue e di Cuissy
- 1449-1458: Giovanni X Aguet
- 1458-1470: Simone di La Terrière
- 1470-1497: Uberto I di Monthermé, già abate di Lavaldieu e di Saint-Paul di Verdun
- 1497-1512: Giovanni XI di L'Ecluse, già abate du Mont-Saint-Martin
- 1512-1512: Giovanni XII Evrard, dimessosi prima della conferma, abate di Cuissy
- 1512-1531: Giovanni XIII Bachimont, già abate di Cuissy
- 1531-1533: Virgile di Limoges, già abate dell'île-Dieu
- 1533-1533: Michel I Coupson, eletto ma non confermato, già abate di Joyenval e di Braine
- 1533-1562: cardinale Francesco I di Pisa, dimesso
  - Vicario per il governo dell'ordine: Giovanni di Folembray, abate di Clairefontaine (1533-1537) e Josse Coquerel, abate di Saint-Just (1537-1562)
- 1562-1573: cardinale Ippolito II d'Este, dimesso
  - Vicari per il governo dell'ordine: Gilberto Tournebulle, abate di Moncetz (1565-1569) e Antonio Visconti, abate di Saint-Martin di Laon (1569-1573)
- 1573-1596: Giovanni XIV Despruets
- 1596-1613: Francesco II di Longpré, già e contemporaneamente abate di Valsecret
- 1613-1635: Pietro V Gosset
- 1635-1636: Pietro VI Desban, eletto ma non confermato, abate di Pont-à-Mousson poi di Cuissy
- 1636-1642: cardinale Armand-Jean du Plessis de Richelieu, non ottenne le bolle papali
  - Visitatore dell'Ordine: abate di Saint-Martin di Laon
- 1643-1644: Simone Raguet, eletto ma non confermato
- 1645-1666: Agostino I Le Scellier, dimesso
- 1667-1702: Michele II di Colbert-Terron
- 1702-1702: Filippo II Celers, dimessosi prima della conferma, abate di Dommartin
- 1702-1740: Claude-Honoré-Luc di Muin
- 1740-1741: Agostino II di Rocquevert, già abate di Clairefontaine
- 1741-1757: Bruno Bécourt, già abate di Dommartin
- 1758-1769: Antonio Parchappe di Vinay
- 1769-1780: Guglielmo IV Manoury
- 1780-1790: Giovanni Battista L'Ecuy
- 1790-1869: Soppressione dell'Abbazia

### Abati generali dell'Ordine premonstratense
- 1869-1883: Jérôme von Zeidler, abate di Strahov
- 1883-1906: Sigismondo Stary, abate di Strahov
- 1906-1922: Norberto I Schachinger, abate di Schägl
- 1922-1937: Gommaire Crets, abate d'Averbode
- 1937-1962: Uberto II Noots, professo di Tongerlo, già procuratore generale e abate titolare di Floreffe
- 1962-1982: Norberto II Calmels, già abate di Frigolet, vescovo titolare di Dusa in Numidia dal 1978 al 1985
- 1982-1996: Marcello van di Ven, già abate di Berne
- 1996-2003: Ermengildo-Giuseppe Noyens
- 2003- : Tommaso-Antonio Handgrätinger